# 江都区
江都区（こうと-く）は中華人民共和国江蘇省揚州市に位置する市轄区。隋の大業年間、煬帝が行宮を築いて滞在しここで生を終えた。伝説の仙女廟がのちにもてはやされた。

## 歴史
2011年11月13日、県級の江都市を撤廃し、江都区と改称した。

## 行政区画
- 鎮:仙女鎮、小紀鎮、武堅鎮、樊川鎮、真武鎮、宜陵鎮、丁溝鎮、郭村鎮、邵伯鎮、丁伙鎮、大橋鎮、呉橋鎮、浦頭鎮

## 交通
2012年5月8日、江都区内に揚州泰州空港が開業した。